# 하나토유메
《하나토유메》(花とゆめ)는 하쿠센샤에서 발행하는 일본의 소녀 만화 잡지이다. '꽃과 꿈'으로도 불린다. 1974년에 창간되었으며, 월간으로 발행되다 1975년부터 격주간으로 매월 5일과 20일에 발매된다. 독차층은 중고등학생이며, 단행본 레이블은 "하나토유메 코믹스"이다.

## 현재 연재물
2018년 5월 20일 기준
- 창룡의 시종
- 흑백작은 별을 사랑한다
- 복면 노이즈
- 제물공주와 짐승의 왕
- 타카네와 하나
- 오빠 친구
- 새벽의 연화
- 콜레트는 죽기로 했다
- 스킵 비트!
- 그럼에도 세상은 아름답다
- 본좌 티처
- 건방진 그 녀석
- 천사 1/2 방정식

## 관련 잡지
- 별책 하나토유메
- 더 하나토유메